# Табернакл
Скинија (Табернакл) је шатор састанка, павиљон с ковчегом код старих Јевреја; код римокатолика, то је ковчег, повећа кутија у облику кућице у којој се чува монстранца, посуда са посвећеном хостијом; заштитни кров за кипове, олтаре, гробове и др. (Појављује се и израз табернакул, могуће да је настао од латинске речи taverna).